# Liste der Kulturdenkmäler in Neuhofen (Pfalz)
In der Liste der Kulturdenkmäler in Neuhofen sind alle Kulturdenkmäler der rheinland-pfälzischen Gemeinde Neuhofen aufgeführt. Grundlage ist die Denkmalliste des Landes Rheinland-Pfalz (Stand: 18. Juli 2022).

## Denkmalzonen
| Bezeichnung                    | Lage                                                 | Baujahr                     | Beschreibung                                                    | Bild                           |
| ------------------------------ | ---------------------------------------------------- | --------------------------- | --------------------------------------------------------------- | ------------------------------ |
| Denkmalzone Jüdischer Friedhof | südlich des Ortes; Flur In den Speyerer Wingert Lage | Anfang des 20. Jahrhunderts | Anfang des 20. Jahrhunderts angelegt, wenige Grabmäler erhalten | weitere Bilder Fotos hochladen |

## Einzeldenkmäler
| Bezeichnung                 | Lage                               | Baujahr | Beschreibung | Bild                           |
| --------------------------- | ---------------------------------- | ------- | --- | ------------------------------ |
| Kriegerdenkmal              | Hauptstraße, vor Nr. 7 Lage        | 1934    | Kriegerdenkmal für die Gefallenen des Ersten Weltkriegs; Sandsteinkubus mit drei Soldaten, 1934 wohl von Theobald Hauck, Maxdorf                        | Fotos hochladen                |
| zwei Grabmale               | Heinestraße, auf dem Friedhof Lage | ab 1912 | Grabmal W. Eisenhauer († 1918), Marmor, darin Bronzehohlguss, 1912 von B. Klatt; Grabmal Familie K. Klamm II., antikisierende Steingussplastik, um 1915 | Fotos hochladen                |
| Protestantische Pfarrkirche | Kirchgässl 3 Lage                  | 1721    | barocker Saalbau, 1721, Umbau mit Dachturm 1843; mit Ausstattung                                                                                        | weitere Bilder Fotos hochladen |
| Kriegerdenkmal              | Kirchgässl, vor Nr. 3 Lage         | um 1900 | Kriegerdenkmal 1870/71; Germania, von Gottfried Renn, Speyer                                                                                            | weitere Bilder Fotos hochladen |
| Otto-Ditscher-Haus          | Ludwigshafener Straße 2 Lage       | 1884    | ehemalige Schule; gründerzeitlicher sandsteingegliederter L-förmiger Backsteinbau, Walmdächer, 1884; platzbildprägend                                   | weitere Bilder Fotos hochladen |
| Schulhaus                   | Ludwigshafener Straße 5 Lage       | um 1860 | ehemalige Schule; klassizistischer Walmdachbau, um 1860                                                                                                 | Fotos hochladen                |
| Wohnhaus                    | Ludwigshafener Straße 14 Lage      | 1910    | späthistoristisches Wohnhaus, 1910, Architekt J. Frey                                                                                                   | Fotos hochladen                |
| Wohnhaus                    | Speyerer Straße 5/7 Lage           | 1755    | barockes Doppelwohnhaus mit Krüppelwalmdach, bezeichnet 1755                                                                                            | Fotos hochladen                |